# Тат-Верх-Гоньба
Тат-Верх-Гоньба (тат. Татар Югары Конбашы) — село в Малмыжском районе Кировской области. Административный центр Тат-Верх-Гоньбинского сельского поселения.

## География
Находится на правобережной части района на расстоянии примерно 18 километров по прямой на северо-запад от районного центра города Малмыж.

## История
Известна с 1802 года, когда в нём было отмечено 109 жителей мужского пола.
В «Списке населенных мест по сведениям 1859—1873 годов», изданном в 1876 году, населённый пункт упомянут как казённая деревня Верх-Гоньба (Кушбаш) Малмыжского уезда Вятской губернии. Располагалась при речках Гонбинке и Ковшаре, по левую сторону Вятского почтового тракта, в 30 верстах от уездного города Малмыжа. В деревне, в 106 дворах жили 662 человека (330 мужчин и 332 женщины), была мечеть.
В 1873 году учтено было дворов 106 и жителей 662, имелась мечеть, в 1905 211 дворов и 1264 жителя, в 1926 255 и 1429, в 1950 224 и 975 соответственно. В 1989 году учтено 773 жителя.

## Население
Постоянное население составляло 766 человек (татары 100 %) в 2002 году, 634 в 2010.

## Религия
Мечети
- Мечеть